# Tællelyset
Tællelyset (en français : Bougie de suif) est un conte merveilleux de l'écrivain danois Hans Christian Andersen (1805-1875). Cette nouvelle fut écrite dans les années 1820, ce qui est fait l'une des premières œuvres d'Andersen et sa première expérience de conte merveilleux, mais son existence resta, semble-t-il, inconnue des spécialistes et du public durant près de deux siècles. Le manuscrit de 700 mots fut découvert dans une boîte-classeur des Archives nationales de la Fionie en octobre 2012.

## Intrigue
Le conte est celui d'une bougie de suif dont les parents sont un mouton et un creuset. Elle se décourage de plus en plus, car elle n'arrive pas à trouver un but dans la vie. Mais elle rencontre alors une boîte d'amadou (en) qui en allume la mèche. La chandelle finit ainsi par trouver sa place dans la vie et rendre ses congénères et elle-même joyeux et heureux.

## Découverte
Le conte fut découvert à l'automne de 2012 dans une valise avec des documents de la famille Plum dans la succursale locale des Archives nationales du Danemark à la Fionie. Les premiers qui tombèrent sur ce document furent un couple qui faisait des recherches sur l'histoire familiale, mais comme le document ne semblait avoir aucun rapport avec la généalogie de la famille, ils n'en pensèrent rien. Par la suite, l'archiviste et historien Esben Brage remarqua la signature du document et se rendit compte qu'il s'agissait peut-être d'un document original d'Andersen,.

## Commentaires et critiques
Les spécialistes d'Andersen conviennent que l'œuvre n'a pas la même qualité littéraire que ses contes postérieurs et présente de nombreuses ressemblances avec d'autres écrits des écoles de Slagelse et d'Elseneur. Le conte est dédié à une certaine dame Bunkeflod, veuve d'un pasteur et l'une des bienfaitrices d'Andersen. Un spécialiste a argué que le conte était trop didactique et trop moraliste et manquait du sens de l'humour postérieur d'Andersen, probablement afin d'impressionner sa bienfaitrice, qui avait payé ses études. L'auteur danois et spécialiste d'Andersen Johannes Møllehave (en) a fait remarquer que n'importe quelle jeune personne brillante de 15 ans avait pu écrire le conte et que ce dernier ne montrait aucun signe avant-coureur de la virtuosité d'Andersen.